# Oostenrijkse school
De Oostenrijkse school is een economische school die voorkomt uit het werk, sinds de jaren 1870, van Carl Menger en diens collega's te Wenen. Centraal staan een subjectieve waardetheorie en het principe van methodologisch individualisme. De Oostenrijkse school heeft diverse concepten ontwikkeld, zoals grensnut en opportuniteitskosten, die een sterke invloed hebben gehad op de neoklassieke (mainstream) economische wetenschap. Door hun afkeer van wiskundige modellen gelden de 'Oostenrijkers' echter als heterodox, zeker sinds de opkomst van de econometrie in het midden van de twintigste eeuw.

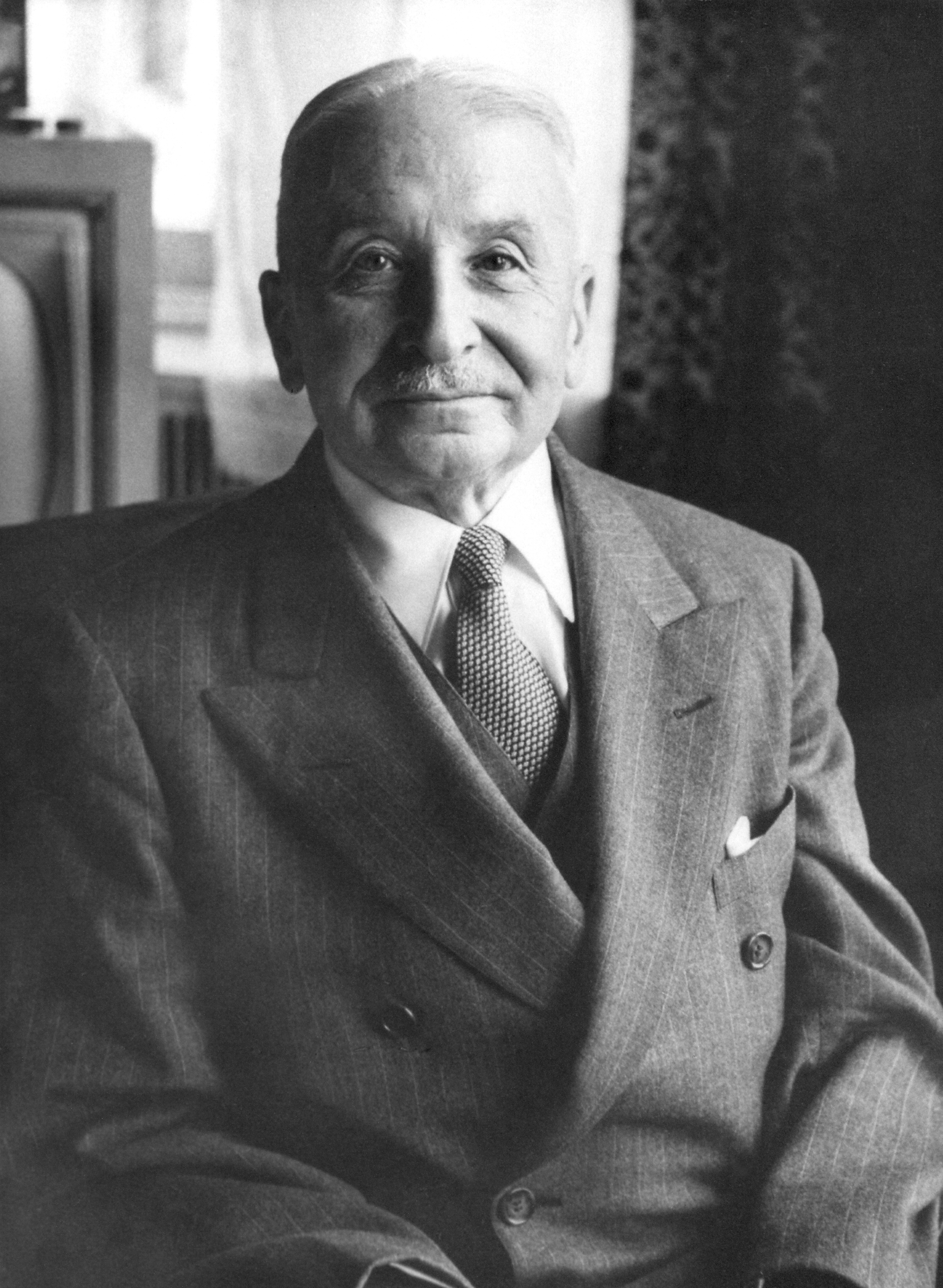
Ludwig von Mises

In de periode na de Tweede Wereldoorlog werd de school, vooral in het Angelsaksische taalgebied, veelal synoniem met de Amerikaanse neo-Oostenrijkse stroming die haar oorsprong vindt in het werk van Ludwig von Mises. De neo-Oostenrijkers gaan uit van principe dat Mises praxeologie noemde: een verwerping van de empirische methode ten gunste van afleidingen uit a priori aangenomen principes.  Verspreiding van neo-Oostenrijkse ideeën is sinds de jaren 1970 de taak geweest van diverse rechts-liberale en libertarische denktanks in de VS. Vertegenwoordigers van deze neo-Oostenrijkse school zijn de Amerikaanse anarchokapitalistische economen Murray Rothbard en Walter Block.

## Geschiedenis
De grondlegging van de Oostenrijkse school valt samen met het publiceren van het werk van Carl Menger in 1871, zijn Grundsätze der Volkswirtschaftslehre (Beginselen van de Economie). Aan het eind van de 19e eeuw vond ook de revolutie van het marginalisme plaats, de theorie van het grensnut. Menger, in tegenstelling tot de Brit William Stanley Jevons en de Fransman Léon Walras, ging daarin het verst, en meende dat de waarde van een economisch goed tot stand komt door een subjectieve afweging van een individuele actor die een bepaald nut voor dit goed heeft.
Deze publicatie veroorzaakte een heftige discussie met aanhangers van de Historische School, een voornamelijk Duitse beweging die meende dat kennis binnen de economische wetenschap slechts kon worden verkregen door cultuur-historisch onderzoek, en dat waarheden binnen de economie slechts aan de werkelijkheid konden worden onttrokken. Bij deze Methodenstreit was de vraag hoe kennis binnen de economische wetenschap tot stand komt en welke methodes hiervoor gebruikt dienen te worden.
Menger en zijn aanhangers, zoals Eugen von Böhm-Bawerk en Friedrich von Wieser, waren allemaal verbonden met de Universiteit van Wenen. De term Oostenrijkse School, soms Weense School, werd door hun tegenstanders van de Historische School gebruikt om het provinciaals over te laten komen.
De aanhangers van Oostenrijkse School behoorden tot de eerste tegenstanders van het marxisme en elke vorm van een centraal geleide economie of socialisme. Het werk Kapital und Kapitalzins (Kapitaal en Rente) van Böhm-Bawerk was een uitbreiding van het eerdere werk van Menger, waarin op systematische wijze de exploitatietheorie van Marx weerlegd werd. Ook de notie van Marx en anderen dat arbeid de basis vormt van waardevorming voor een economisch goed werd in latere werken weerlegd.
Voortbordurend op het werk van Böhm-Bawerk meende Ludwig von Mises de definitieve doodsteek aan het socialisme te kunnen geven, omdat socialistische systemen lijden onder het economisch calculatieprobleem. Zijn werk van 1922, Die Gemeinwirtschaft (Socialisme) gaat hierover. Hierdoor werd ook de interesse van klassiek-liberalen gewekt voor de Oostenrijkse school.

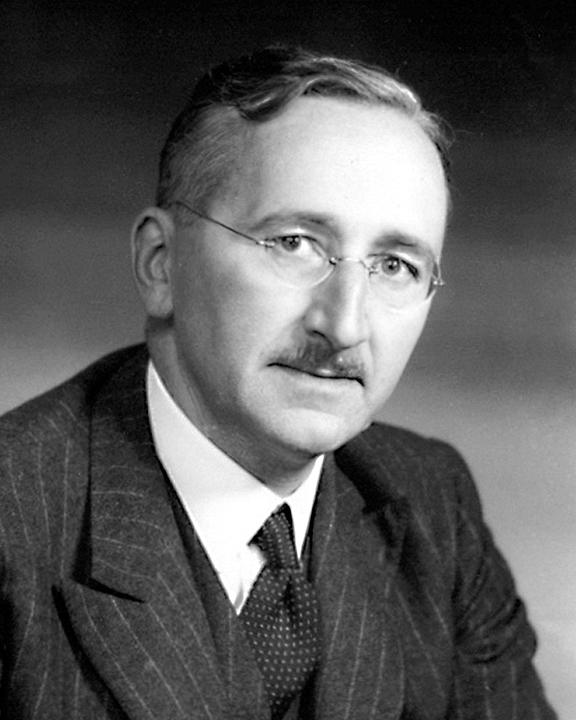
Friedrich von Hayek

Friedrich von Hayek, Israel Kirzner en Murray Rothbard waren discipelen van Mises. Hayek breidde de theorie rond conjuncturen uit, en benadrukte het belang van informatie voor ondernemers die deel uitmaken van het economische systeem. Hayek was wel minder 'Oostenrijks', en iets meer ordoliberaal/neoliberaal. Het waren juist Kirzner en Rothbard die na het bezoeken van colloquia van Mises in New York een nieuwe impuls gaven aan de Oostenrijkse School na de Tweede Wereldoorlog.

## Verdeeldheid onder hedendaagse Oostenrijkers
Econoom Leland Yeager besprak de kloof aan het einde van de 20e eeuw en verwees naar een discussie geschreven door Murray Rothbard, Hans-Hermann Hoppe, Joseph Salerno en anderen waarin zij Hayek aanvallen en kleineren. Yeager verklaarde: "Om te proberen een wig te drijven tussen Mises en Hayek over [de rol van kennis in economische berekeningen], vooral om Hayek te kleineren, is oneerlijk tegenover deze twee grote mannen, ontrouw aan de geschiedenis van het economisch denken". Verder noemde hij de breuk ondermijnend voor de economische analyse en het historisch begrip van de val van het Oost-Europese communisme.
In een boek uit 1999, gepubliceerd door het Ludwig von Mises Institute, beweerde Hoppe dat Rothbard de leider was van de "hoofdstroom binnen de Oostenrijkse economie" en stelde hij Rothbard tegenover Nobelprijswinnaar Friedrich Hayek, die hij identificeerde als een Britse empiricus en een tegenstander van het gedachtegoed van Mises en Rothbard. Hoppe erkende dat Hayek de meest prominente Oostenrijkse econoom binnen de academische wereld was, maar stelde dat Hayek een tegenstander was van de Oostenrijkse traditie die van Carl Menger en Böhm-Bawerk via Mises naar Rothbard leidde. Econoom Walter Block zegt dat de Oostenrijkse School onderscheiden kan worden van andere economische denkscholen door middel van twee categorieën: economische theorie en politieke theorie. Volgens Block kan Hayek beschouwd worden als een Oostenrijkse econoom, maar zijn opvattingen over politieke theorie botsen met de libertaire politieke theorie die Block ziet als een integraal onderdeel van de Oostenrijkse School.
Zowel de kritiek van Hoppe als die van Block op Hayek zijn van toepassing op Carl Menger, de grondlegger van de Oostenrijkse School. Hoppe benadrukt dat Hayek, die voor hem uit de Engelse empirische traditie komt, een tegenstander is van de veronderstelde rationalistische traditie van de Oostenrijkse School; Menger uitte sterke kritiek op het rationalisme in zijn werk in dezelfde trant als Hayek. Hij benadrukte het idee dat er verschillende instituties zijn die niet opzettelijk zijn gecreëerd, een soort "superieure wijsheid" hebben en belangrijke functies vervullen voor de samenleving. Hij sprak ook over Burke en de Engelse traditie om deze standpunten te ondersteunen.
Wanneer Block zegt dat de libertarische politieke theorie een integraal onderdeel is van de Oostenrijkse School en ervan uitgaat dat Hayek geen libertariër is, sluit hij Menger ook uit van de Oostenrijkse School, omdat Menger een bredere staatsactiviteit lijkt te verdedigen dan Hayek - bijvoorbeeld progressieve belastingen en uitgebreide arbeidswetgeving.
Economen van de Hayekiaanse visie zijn onder andere verbonden aan het Cato Institute, George Mason University (GMU) en New York University. Onder hen bevinden zich Peter Boettke, Roger Garrison, Steven Horwitz, Peter Leeson en George Reisman. Economen van de Mises-Rothbard visie zijn onder andere Walter Block, Hans-Hermann Hoppe, Jesús Huerta de Soto en Robert P. Murphy, die elk verbonden zijn aan het Mises Institute in Auburn en sommigen van hen ook aan academische instellingen. Volgens Murphy werd er rond 2011 een "wapenstilstand tussen (bij gebrek aan betere termen) de GMU Austro-libertariërs en de Auburn Austro-libertariërs" getekend.